# Jean (prénom)
Pour les articles homonymes, voir Jean.
Jean est un prénom français. Il est également utilisé comme premier élément de prénoms composés Jean- (ex : Jean-Pierre) et, plus rarement, comme second élément -Jean (ex : Pierre-Jean)
Jean (graphie ancienne Jehan) est un prénom français masculin, qui possède des hypocoristiques traditionnels, tels Jeannot, Jeanot, Janot, Jeaneton, Jeanson, etc. de nombreuses variantes régionales plus ou moins francisées, comme Johan, Yann (Bretagne) ou Nans (Occitanie), et des formes étrangères utilisées en France depuis la seconde moitié du XXe siècle, tels Gianni, Gino, Ginot, Giovanni, Hans, Hansi, João (Portugal), Ion, Jan (Pays-Bas), Jeannick, Jehann, Jens (Danemark), Johannes (Allemagne), John, Johnnie, Johnny, Johny, Juan, Juanito et Juann,, Yoan, Yoann, Yohan et Yohann.
Il est principalement fêté le 24 juin en l'honneur de saint Jean-Baptiste ou le 27 décembre en l'honneur de saint Jean l'Évangéliste.
Sa forme féminine est le prénom Jeanne, qui a lui-même des variantes et diminutifs nombreux.
En anglais, Jean (en) est un prénom féminin, dont la forme masculine est John. Jeanne se dit plus généralement Joan, telle Jeanne d'Arc, traduit par Joan of Arc.

## Sens et origine du prénom

Origines du prénom Jean. Cliquez sur l'image pour voir le diagramme en plus grand.

Ce prénom vient du latin Johannes, issu du grec Ἰωάννης (Iôannès), qui procède de l'hébreu Yeo (ou Jeho, prononcé de façon identique), contraction de YHWH (Yehovah « Je serai »), combiné avec l'élément hanan (« grâce »), d'où le sens global de « YHWH fait grâce. »   
La forme française Jean n'est pas directement issue de Johannes, mais d'une variante populaire *JOAN, devenue *JAAN en gallo-roman, puis Jehan en ancien français (cf. Yann, Jan) ; le 'h' a été introduit pendant une longue période pour latiniser la graphie, mais celle-ci a par la suite été simplifiée en Jean, conformément à la prononciation.
Le nom de Jean apparaît dans l'Ancien Testament où il est porté par plusieurs personnages mineurs ; il devient important dans le Nouveau Testament avec saint Jean-Baptiste et saint Jean l'évangéliste, en mémoire desquels il a eu une grande popularité dans le monde chrétien.
Le huitième jour, ils vinrent pour circoncire l’enfant, et ils l’appelaient Zacharie, du nom de son père. Mais sa mère prit la parole, et dit : « Non, il sera appelé Jean » (…) Zacharie demanda des tablettes, et il écrivit : « Jean est son nom. » (Luc 1, 59-63)
 Il y eut un homme envoyé de Dieu : son nom était Jean. Il vint pour servir de témoin, pour rendre témoignage à la lumière, afin que tous crussent par lui. (…) Et la parole a été faite chair, et elle a habité parmi nous, pleine de grâce et de vérité ; et nous avons contemplé sa gloire, une gloire comme la gloire du Fils unique venu du Père. Jean lui a rendu témoignage, et s’est écrié : C’est celui dont j’ai dit : Celui qui vient après moi m’a précédé, car il était avant moi. (Jean 1, 6-15)

## Popularité du prénom
- Jusque dans les années 1950, Jean était le prénom le plus souvent donné à un garçon en France. Depuis, sa popularité décroît continuellement[4].
- De nos jours environ 933 000 personnes portent ce prénom en France. Son année record est 1946 avec 53 547 naissances. Jean est le 1er prénom attribué en France  depuis 1900. 2022 a vu naître 607 Jean[5]. Il est actuellement dans le top 200 des prénoms les plus attribués.

## Prénoms composés
Jean se retrouve également dans de nombreux prénoms composés français, parmi lesquels :
- Jean-Adam
- Jean-Alexandre
- Jean-André
- Jean-Antoine
- Jean-Arthur
- Jean-Auguste
- Jean-Augustin
- Jean-Baptiste
- Jean-Bernard
- Jean-Briac
- Jean-Camille
- Jean-Charles
- Jean-Christophe
- Jean-Claude
- Jean-Clément
- Jean-Côme
- Jean-Daniel
- Jean-David
- Jean-Denis
- Jean-Édouard
- Jean-Emmanuel
- Jean-Étienne
- Jean-Eudes
- Jean-Fabien
- Jean-François
- Jean-Gabriel
- Jean-Gaspard
- Jean-Georges
- Jean-Henri
- Jean-Hugues
- Jean-Jacques
- Jean-Jean
- Jean-Joseph
- Jean-Justin
- Jean-Kévin
- Jean-Laurent
- Jean-Léon
- Jean-Léonce
- Jean-Lin
- Jean-Louis
- Jean-Loup
- Jean-Luc
- Jean-Marc
- Jean-Marie
- Jean-Martin
- Jean-Mathieu
- Jean-Maurice
- Jean-Maxence
- Jean-Maxime
- Jean-Médéric
- Jean-Michel
- Jean-Nicolas
- Jean-Noël
- Jean-Pascal
- Jean-Paul
- Jean-Philippe
- Jean-Pierre
- Jean-René
- Jean-Régis
- Jean-Richard
- Jean-Robert
- Jean-Samuel
- Jean-Sébastien
- Jean-Simon
- Jean-Thomas
- Jean-Valentin
- Jean-Victor
- Jean-William
- Jean-Yann
- Jean-Yves

## Variantes linguistiques
- albanais : Gjon, Gjin, Gjovalin, Jani, Zhani
- allemand : Johann, Johannes, Hans, Hannes
- amharique/tigrigna (Éthiopie) : ዮሐንስ,
- ancien français : Jehan, Johan
- anglais : John (diminutif : Jack, Johnny), Jean, Shane, Shani (forme féminine États-Unis), Joan (forme féminine)
- arabe : يحيى (Yaḥyā, nom désignant Jean-Baptiste dans le Coran) ou يوحنا (Yuhanna ou parfois Yohanna (diminutif : Hanna), chez les chrétiens)
- arménien : Հովհաննես (Hovhannes)
- basque : Jon, Joanes, Manex, Ganix, Iban, Xan
- breton : Yann, Yannig (diminutif)
- bulgare : Иван (Ivan)
- catalan : Joan, Jan
- chinois : 約翰 (Yuēhàn), (Chang), (Changy)
- coréen : 요한 (Yohan)
- corse : Ghjuvan, Ghjuvanni
- croate : Ivan
- danois : Jens, Johannes
- espagnol : Juan (d'où Don Juan)
- espéranto : Johano
- finnois : Johannes, Juhani, Juha, Jani, Hannu, Juhanie
- galicien : Xoán, Xan
- gallois : Ifan (prononcer : Ivan), Evan
- géorgien : იოანე (Ioane)
- grec moderne : Ιωάννης (Ioánnis), Γιάννης (Giánnis), Γιάννος (Giánnos)
- hawaïen : Shawn[réf. nécessaire]
- hébreu : Yohanan
- hongrois : János
- irlandais : Seán
- islandais : Jón
- italien : Giovanni, Gianni  (d'où Don Giovanni)
- latin : Ioannes, Iohannes, Joannes, Johannes
- letton : Jānis
- lituanien : Jonas
- luxembourgeois : Jang
- malgache : Jaona
- maltais : Ġwanni, Ġwann, Ġanni
- néerlandais : Jan, Johan, Johannes
- norvégien : Jan, Johann, Johannes
- occitan : Joan, Jan, Joanon, Nans
- poitevin : Jhandét, Jany, Jhan, et au féminin : Janéton
- polonais : Jan (diminutif : Janek)
- portugais : João
- roumain : Ion, Ioan
- russe : Иван (Ivan), Ваня (diminutif : Vania)
- serbe : Јован / Jovan ou Иван / Ivan
- slovaque : Ján (diminutif : Janko)
- suédois : Johan
- tchèque : Jan
- syriaque : ܝܘܚܢܢ Yoḥannan, ܚܢܐ Hanna, ܐܝܘܢ Ewan
- vénitien : Zuanne
- vietnamien : Giang
- wallisien : Soane

### Sous-dérivés Formes celtiques masculines
- formes celtiques : Eoin, Ian
- formes bretonnes : Yan, Yann, Iannig, Jannig
- forme cornique : Jowan
- formes écossaises : Iain, Teasag
- formes galloises : Iefan, Ieuan, Ifan, Siôn
- formes irlandaises : Owen, Seán, Shane, Shani
- formes mannoises : Ean, Juan

Formes celtiques féminines :
- formes mannoises : Jonee, Jony
- formes bretonnes : Yanna, Yanni, Yannig, Yannou, Chan (du français « Jeanne »), Chanig (diminutif)

Formes alsaciennes masculines :
- formes en Alsace (selon géographie) : Schang, Schängele, Schängel, Hans, Hansel

## Personnalités portant ce prénom

### Saints
Voir Saint Jean 

### Papes
- Jean Ier
- Jean II Mercurius
- Jean III Catelinus
- Jean IV
- Jean V
- Jean VI
- Jean VII
- Jean VIII
- Jean IX
- Jean X
- Jean XI
- Jean XII
- Jean XIII
- Jean XIV
- Jean XV
- Jean XVI (antipape)
- Jean XVII
- Jean XVIII
- Jean XIX
- Jean XXI
- Jean XXII
- Jean XXIII

### Souverains
Il s'agit soit de la forme française, soit d'une forme francisée
- Jean (empereur romain)
- Jean Ier
- Jean II
- Jean III
- Jean IV
- Jean V
- Jean VI
- Jean VII Paléologue
- Jean VIII Paléologue
- Jean sans Terre
- Jean de Luxembourg
- Jean de Brienne
- Jean sans Peur
- Jean Sigismond
- Jean de Luxembourg

### Religieux et hommes d'Église
- Jean II de Cappadoce, patriarche de Constantinople, 518-520
- Jean III le Scholastique, patriarche de Constantinople, 565-577
- Jean IV le Jeûneur, patriarche de Constantinople, 582–595
- Jean Cassien
- Jean des Kellia, évêque monophysite consacré par Jacques Baradée et consacrant Pierre IV d'Alexandrie
- Jean Moschus
- Jean Philopon
- Jean Rufus, auteur monophysite du VIe siècle
- Jean VII le Grammairien
- Jean bar Aphthonia
- Jean d'Eubée
- Jean de Césarée
- Jean de Scythopolis
- Jean de Thessalonique
- Royaume du prêtre Jean
- Jan Hus
- Jean de Salisbury
- Jean de Wrocław
- Jean d'Arezzo
- Hans Bockhold, dit Jean de Leyde
- Jean, évêque d'Évreux du XIIe siècle
- Jean, cardinal français du XIIe siècle
- Jean, archevêque de Rouen de la seconde moitié du IXe siècle
- Jean Revert, maître de chapelle de Notre-Dame de Paris.

### Autres personnalités portant ce prénom
- Jean (fl. 537–553), général byzantin de l'empereur Justinien Ier
- Jean, de son vrai nom Jean Raphael Vanderlei Moreira (né en 1986), footballeur brésilien.
- Jean Dujardin, acteur français (né en 1972) ayant remporté un oscar.
- Pour l'ensemble des articles sur les personnes portant ce prénom, consulter :
  - la liste des articles dont le titre commence par ce prénom
  - les listes produites par Wikidata : Liste des personnes de prénom « Jean » — même liste en incluant les éventuels prénoms composés qui contiennent « Jean ».